# FUT8
Alfa-(1,6)-fukoziltransferaza je enzim koji je kod ljudi kodiran genom FUT8.
Ovaj enzim pripada porodici fukoziltransferaza. Proizvod ovog gena katalizuje transfer fukoze sa GDP-fukoze na kompleksne glikopeptide N-vezanog tipa. Ovaj enzim se razlikuje od drugih fukoziltransferaza koje katalizuju dodavanje alfa1-2, alfa1-3 i alfa1-4 fukoze. Izražavanje ovog gena može doprineti malignitetu ćelija raka i njihovim invazivnim i metastatskim sposobnostima. Identifikovane su alternativno spojene varijante koje kodiraju različite izoforme.
„Potelligent“ platforma kompanije Kyowa Hakko Kirin koristi CHO ćelijsku liniju u kojoj je FUT8 izbačen da bi se napravila afukozilovana monoklonska antitela.

## Literatura
- Miyoshi E, Noda K, Yamaguchi Y,  . (2000). „The alpha1-6-fucosyltransferase gene and its biological significance.”. Biochim. Biophys. Acta. 1473 (1): 9—20. PMID 10580126. doi:10.1016/s0304-4165(99)00166-x.
- Kalyanaraman VS, Rodriguez V, Veronese F,  . (1990). „Characterization of the secreted, native gp120 and gp160 of the human immunodeficiency virus type 1.”. AIDS Res. Hum. Retroviruses. 6 (3): 371—80. PMID 2187500. doi:10.1089/aid.1990.6.371.
- Pal R, Hoke GM, Sarngadharan MG (1989). „Role of oligosaccharides in the processing and maturation of envelope glycoproteins of human immunodeficiency virus type 1.”. Proc. Natl. Acad. Sci. U.S.A. 86 (9): 3384—8. Bibcode:1989PNAS...86.3384P. PMC 287137 . PMID 2541446. doi:10.1073/pnas.86.9.3384 .
- Dewar RL, Vasudevachari MB, Natarajan V, Salzman NP (1989). „Biosynthesis and processing of human immunodeficiency virus type 1 envelope glycoproteins: effects of monensin on glycosylation and transport.”. J. Virol. 63 (6): 2452—6. PMC 250699 . PMID 2542563. doi:10.1128/jvi.63.6.2452-2456.1989.
- Kozarsky K, Penman M, Basiripour L,  . (1989). „Glycosylation and processing of the human immunodeficiency virus type 1 envelope protein.”. J. Acquir. Immune Defic. Syndr. 2 (2): 163—9. PMID 2649653.
- Robinson WE, Montefiori DC, Mitchell WM (1988). „Evidence that mannosyl residues are involved in human immunodeficiency virus type 1 (HIV-1) pathogenesis.”. AIDS Res. Hum. Retroviruses. 3 (3): 265—82. PMID 2829950. doi:10.1089/aid.1987.3.265.
- Andersson B, Wentland MA, Ricafrente JY,  . (1996). „A "double adaptor" method for improved shotgun library construction.”. Anal. Biochem. 236 (1): 107—13. PMID 8619474. doi:10.1006/abio.1996.0138.
- Yu W, Andersson B, Worley KC,  . (1997). „Large-scale concatenation cDNA sequencing.”. Genome Res. 7 (4): 353—8. PMC 139146 . PMID 9110174. doi:10.1101/gr.7.4.353.
- Yanagidani S, Uozumi N, Ihara Y,  . (1997). „Purification and cDNA cloning of GDP-L-Fuc:N-acetyl-beta-D-glucosaminide:alpha1-6 fucosyltransferase (alpha1-6 FucT) from human gastric cancer MKN45 cells.”. J. Biochem. 121 (3): 626—32. PMID 9133635. doi:10.1093/oxfordjournals.jbchem.a021631.
- Yamaguchi Y, Fujii J, Inoue S,  . (1999). „Mapping of the alpha-1,6-fucosyltransferase gene, FUT8, to human chromosome 14q24.3.”. Cytogenet. Cell Genet. 84 (1–2): 58—60. PMID 10343104. S2CID 85305954. doi:10.1159/000015215.
- Takahashi T, Ikeda Y, Tateishi A,  . (2000). „A sequence motif involved in the donor substrate binding by alpha1,6-fucosyltransferase: the role of the conserved arginine residues.”. Glycobiology. 10 (5): 503—10. PMID 10764839. doi:10.1093/glycob/10.5.503 .
- Yamaguchi Y, Ikeda Y, Takahashi T,  . (2000). „Genomic structure and promoter analysis of the human alpha1, 6-fucosyltransferase gene (FUT8).”. Glycobiology. 10 (6): 637—43. PMID 10814706. doi:10.1093/glycob/10.6.637 .
- Takahashi T, Ikeda Y, Miyoshi E,  . (2000). „alpha1,6fucosyltransferase is highly and specifically expressed in human ovarian serous adenocarcinomas.”. Int. J. Cancer. 88 (6): 914—9. PMID 11093814. S2CID 22110674. doi:10.1002/1097-0215(20001215)88:6<914::AID-IJC12>3.0.CO;2-1.
- Roos C, Kolmer M, Mattila P, Renkonen R (2002). „Composition of Drosophila melanogaster proteome involved in fucosylated glycan metabolism.”. J. Biol. Chem. 277 (5): 3168—75. PMID 11698403. doi:10.1074/jbc.M107927200 .
- Coullin P, Crooijmans RP, Groenen MA,  . (2003). „Assignment of FUT8 to chicken chromosome band 5q1.4 and to human chromosome 14q23.2→q24.1 by in situ hybridization. Conserved and compared synteny between human and chicken.”. Cytogenet. Genome Res. 97 (3–4): 234—8. PMID 12438718. S2CID 27532607. doi:10.1159/000066611.
- Strausberg RL, Feingold EA, Grouse LH,  . (2003). „Generation and initial analysis of more than 15,000 full-length human and mouse cDNA sequences.”. Proc. Natl. Acad. Sci. U.S.A. 99 (26): 16899—903. Bibcode:2002PNAS...9916899M. PMC 139241 . PMID 12477932. doi:10.1073/pnas.242603899 .
- Martinez-Duncker I, Michalski JC, Bauvy C,  . (2004). „Activity and tissue distribution of splice variants of alpha6-fucosyltransferase in human embryogenesis.”. Glycobiology. 14 (1): 13—25. PMID 14514715. doi:10.1093/glycob/cwh006 .
- Ito Y, Miyauchi A, Yoshida H,  . (2003). „Expression of alpha1,6-fucosyltransferase (FUT8) in papillary carcinoma of the thyroid: its linkage to biological aggressiveness and anaplastic transformation.”. Cancer Lett. 200 (2): 167—72. PMID 14568171. doi:10.1016/S0304-3835(03)00383-5.

## Spoljašnje veze
- Overview of all the structural information available in the PDB for UniProt: Q9BYC5 (Human FUT8) at the PDBe-KB.